# Zeittafel zur Geschichte des Naturschutzes
Der Artikel benennt einzelne Stationen der Entwicklung von Naturschutz und Landschaftspflege, wobei fachliche Konzepte, aber auch Strukturen wie Naturschutzverwaltung oder Verbände berücksichtigt werden. Die Angaben beziehen sich vor allem auf Deutschland, daneben auch auf Österreich, die Schweiz und angrenzende Staaten. Im Falle der Nationalparkbewegung, die ihre Ursprünge in den USA haben, wird die internationale Bedeutung des Naturschutzes ebenso benannt, wie in den internationalen Übereinkommen, die etwa durch den Europarat oder die UNESCO um 1960 an Bedeutung gewannen.

## Vorläufer
Die Erhaltung und der Schutz von Pflanzen und Tieren, bestimmter Biotoptypen oder Landschaftselemente, um ihrer selbst willen hat vor 1800 kaum eine Bedeutung. Nur dort, wo Aspekte der Nutzung eine Rolle spielen, werden formelle Schutzbestimmungen erlassen, etwa bei der Jagd für einige Wildtierarten, sofern sie zum Hoch- und Niederwild gehören, oder der Falknerei für Greifvögel. Auch der Schutz der Wälder vor Raubbau war für die Obrigkeit Anlass zu entsprechenden Initiativen.
| 1237 | Der Salzburger Erzbischof Eberhard von Regensberg erlässt im Gasteinertal zum Schutz des Waldes das Verbot der Nutzung von Kahlschlägen für die Almweide. |
| 1310 | Der Waldbann der Stadt Amberg wird zum Schutz des Waldes erlassen. |
| 1335 | In Zürich wird der Fang von Vögeln verboten, damit diese Käfer und andere „Schadinsekten“ vertilgen können. |
| 1476 | Mit der Schultheissen-Ordnung soll für das Siegerland der Waldzerstörung durch die Köhler Einhalt geboten werden. |
| 1548 | In der Schweiz entstand im Kanton Glarus das erste Jagdbanngebiet. |
| 1778 | In Immenstadt und in der Herrschaft Staufen in der Reichsgrafschaft Rothenfels wird das Jagen und Fangen von Bären, Luchsen und Wölfen verboten. |
| 1799 | Alexander von Humboldt prägt den Begriff Naturdenkmal für einen besonders hohen Mimosenbaum in Venezuela. |
| 1800 | Fürst Leopold III. Friedrich Franz von Anhalt-Dessau lässt im Wörlitzer Park den Warnungsaltar aufstellen. Mit seinem in der Mitte umlaufenden Spruchband mit der Inschrift „WANDERER ACHTE NATUR UND KUNST UND SCHONE IHRER WERKE“ gilt dieser als erstes Denkmal für den Naturschutz Deutschlands.                                                  |
| 1801 | Friedrich Schiller weist in seiner Schrift „Über das Erhabene“ auf den Gegensatz zwischen Kultur- und Naturlandschaft und das Bedürfnis des Menschen nach unberührter Natur hin. |
| 1802 | Johann Matthäus Bechstein fordert den Schutz wildlebender Tierarten, besonders der Vögel, als Teil des Haushaltes der Natur. |
| 1803 | Der bayerische König Maximilian I. Joseph beauftragt Stephan Freiherr von Stengel, den Bamberger Hain nach dem Vorbild des Englischen Gartens in München in einen Landschaftspark umzugestalten, der unter Schutz gestellt wird. Obwohl der Naturschutz dabei nicht im Vordergrund stand, gilt der Bamberger Hain als eines der ersten Schutzgebiete. |
| 1803 | Johann Wolfgang von Goethe fordert: „Wenn der Naturforscher sein Recht einer freien Beschauung und Betrachtung behaupten will, so mache er sich zur Pflicht, die Rechte der Natur zu sichern; nur da, wo sie frei ist, wird er frei sein, da, wo man sie mit Menschensatzungen bindet, wird auch er gefesselt werden.“                                |

## Erste Schutzgebiete
In Folge der Aufklärung entstehen die ersten Schutzgebiete im Gedanken des modernen Natur- und Landschaftsschutzes, die Natur um ihrer selbst willen zu schützen. In Vordergrund steht aber noch die Erbauung, nicht ökologische Intentionen.
Etwa 30 Jahre nach den Forderungen Bechsteins nach Tier- und Artenschutz im Jahre 1802 und der Wortschöpfung Naturdenkmal durch Humboldt 1799, werden in Deutschland erste konkrete Schritte zum Schutz der Natur unternommen. In Sachsen werden Bäume unter Schutz gestellt, am Drachenfels bei Königswinter entsteht das erste Naturschutzgebiet auf deutschem Boden. Neben einzelnen Personen, die sich für Tierschutz und Naturschutz einsetzen, schließen sich Bürger auch zu Vereinen zusammen, um das Anliegen der Natur zu vertreten.
Auch in Österreich, der Schweiz und anderen europäischen Staaten gibt es Bemühungen zur Ausweisungen von Schutzgebieten, die entweder auf den Einsatz einzelner Personen zurückgehen oder, zunehmend, auf Anregungen von Naturschutzvereinen.
In der Mitte des 19. Jahrhunderts liegen auch die Wurzeln des Naturparkgedanken, der in den USA entwickelt wurde. Die Planung und Ausweisung von Naturparks und Nationalparks ist für den Natur- und Landschaftsschutz bis heute sehr bedeutsam.
Der Begriff Naturschutz wurde im 19. Jahrhundert zuerst in anderen Zusammenhängen verwendet. Er bezeichnete als militärischer Begriff einen Schutz vor Feinden. Aberwehrmechanismen von Tieren wurden in der Naturwissenschaft ebenfalls als Naturschutz bezeichnet und kriminologische Quellen fassten den natürlichen Schutz des Menschen vor Selbstmord als Naturschutz auf. 1871 findet sich die erstmals nachgewiesene Verwendung des Begriffes „Naturschutz“ in seiner heutigen Bedeutung durch Philipp Leopold Martin in seiner Aufsatzreihe „Das deutsche Reich und der internationale Thierschutz“
| 1821 | Der Naturforscher und Entdecker Charles Waterton zäunt sein Anwesen in Walton Hall, West Yorkshire, England, als Schutzgebiet gegen Wilderei und Umweltverschmutzung ein. Es gilt als erstes Naturschutzgebiet im modernen Sinne. |
| 1836 | Ein Teil des Drachenfelses wird durch die preußische Regierung erworben, um einen weiteren Abbau des Berges zu verhindern; dies wird häufig als Einrichtung des ersten Naturschutzgebietes in Deutschland angesehen. Formal wird das Gebiet jedoch erst 1922 unter Schutz gestellt. Mit dem Schutzgebiet sollte zunächst vor allem der landschaftliche Reiz und der märchenhafte Charme erhalten werden und nicht primär der Lebensraum von Tieren. |
| 1847 | Mit der Erfassung von 28 Bäumen in einem Waldgebiet und deren Schutz als Naturdenkmale durch das Königlich-sächsische Finanzministerium werden erstmals Einzelobjekte unter Schutz gestellt. |
| 1852 | Die Teufelsmauer im Harz wird als Schutzgebiet ausgewiesen. |
| 1852 | Im österreichisch-ungarischen Reichsforstgesetz werden erstmals Bestimmungen aufgenommen, die den Naturschutz zum Ziel haben. |
| 1857 | Wilhelm Heinrich Riehl fordert das „Recht der Wildnis“ neben dem „Recht des Ackers“. |
| 1858 | Der Oberförster Joseph John erreicht, dass der Jungfrauwald (Boubín-Urwald) am Kubany im Böhmerwald mit den noch erhaltenen urwüchsigen Bergmischwäldern vom Fürsten Schwarzenberg unter Schutz gestellt wird. Jetzt drittältestes Naturschutzgebiet Tschechiens. |
| 1864 | Der Staat Kalifornien stellt mit dem Yosemite-Tal das erste Großgebiet unter Schutz. |
| 1868 | Auf ihrer Generalversammlung in Wien verabschieden die deutschen Land- und Forstwirte eine Resolution zum internationalen Schutz der für Land- und Forstwirtschaft nützlichen Vögel. |
| 1870 | In der Schweiz wird der Creux du Van als erstes Gebiet des Landes unter Naturschutz gestellt. |
| 1872 | Josef Schöffel, der Bürgermeister von Mödling, verhindert die teilweise Abholzung des Wienerwaldes. Er begründete seine Forderung, die er in einer mehrjährigen Auseinandersetzung mit der österreichischen Regierung durchgesetzt hat, mit dem Naturschutz. |
| 1874 | Im Wald von Fontainebleau wird zum Erhalt des Waldbestandes ein Naturschutzgebiet errichtet. Die Gegend und die Naturvorkommnisse des Waldes waren Mitte des Jahrhunderts Inspirationsquelle und Bildsujet vieler Künstler der Schule von Barbizon. |
| 1875 | In der Schweiz wird das erste Bundesgesetz über Jagd und Vogelschutz erlassen. |

## Erste Gesetze, Naturparke in Übersee
Mit dem preußischen Schutzwaldgesetz wird die Natur und deren Schutz nicht nur erstmals rechtlich verankert, sondern erhält eine Beachtung, zumindest in einem Teil der Staatsverwaltung, die sie bis dahin nicht oder nur rudimentär erhalten hatte. Gleichzeitig werden Gruppen in der Gesellschaft im Sinne des Naturschutzes aktiv und bilden so den Gegenpart zur Verwaltung. Bereits 1861 gründet sich der Schwarzwaldverein, 1869 der Deutsche Alpenverein, sie schließen sich beide 1883 mit anderen Wandervereinen im Verband Deutscher Gebirgs- und Wandervereine zusammen, mit dem Ziel, „die deutsche Gebirgswelt geschichtlich, naturwissenschaftlich und in Ortsbeschreibungen zu erschließen“.
In Neuseeland und den USA werden erste Naturparks ausgewiesen. Diese hatten nicht den strengen Schutz der Natur im Sinn, wie er heute verstanden wird, sondern die Erhaltung ursprünglicher Landschaften, so wie dies in etwa auch die Zielsetzung der in dieser Zeit entstehenden Wandervereine war.
| 1871 | Erstmals nachgewiesene Verwendung des Begriffes „Naturschutz“ in seiner heutigen Bedeutung durch Philipp Leopold Martin in seiner Aufsatzreihe „Das deutsche Reich und der internationale Thierschutz“ |
| 1872 | Der Yellowstone Park (USA) wird als erster Nationalpark weltweit gegründet. |
| 1875 | Das preußische Schutzwaldgesetz wird erlassen. |
| 1875 | Der Deutsche Verein zum Schutze der Vogelwelt wird gegründet. |
| 1876 | Der erste Entwurf für ein Reichsvogelschutzgesetz wird erarbeitet. |
| 1880 | Ernst Rudorff spricht sich für die „Schonung landschaftlicher Eigentümlichkeit“ und die Erhaltung der „Natur in ihrer Ursprünglichkeit“ aus. |
| 1886 | Kanada beschließt ein Gesetz zum Schutz der Robben. |
| 1886 | Der Schweizer Alpen-Club (SAC) startet eine Kampagne gegen jede Erweiterung der Nutzung der bestehenden Wasserkräfte, vor allem bezüglich Stauung und Schiffbarmachung des Rheinfalls. |
| 1887 | Neuseeland gründet den Tongariro-Nationalpark. |
| 1888 | Ernst Rudorff verwendet den Begriff Naturschutz. In seinem Tagebuch findet sich am 9. November der Eintrag: „einen wichtigen Brief geschrieben […] über den Naturschutz.“ |
| 1888 | Das Gesetz, betreffend den Schutz von Vögeln wird erlassen. Dabei bleiben unter anderem die Greif- und Wasservögel vom Schutz ausgenommen. |
| 1890 | Der Yosemite-Park und der Sequoia-&-Kings-Canyon werden von der US-Bundesregierung zum Nationalpark erklärt. |
| 1898 | Wilhelm Wetekamp wirbt in einer Rede im preußischen Abgeordnetenhaus dafür, die schwindende Natur gesetzlich zu schützen und die Bodenkultur in Mooren und anderen Landschaften einzuschränken. Er fordert die Einrichtung unantastbarer Schutzgebiete in Staatsparks, in denen die „Denkmäler der Entwicklungsgeschichte der Natur … erhalten“ werden sollten. Dabei bezog er sich auf die amerikanischen Nationalparks und pries Nordamerika, „das uns sonst mit seinem Materialismus so gern als abschreckendes Beispiel hingestellt wird“, als nachahmenswertes Vorbild. |
| 1898 | Friedrich Althoff vom preußischen Kultusministerium erteilt Hugo Conwentz infolge der Forderung von Wilhelm Wetekamp den Auftrag, die Gefährdung von Naturdenkmalen in Preußen zu untersuchen und Vorschläge zu deren Erhaltung auszuarbeiten. |

## Vereine und staatliche Maßnahmen
Zur Umsetzung der nach und nach erlassenen Naturschutzgesetze waren staatliche Stellen erforderlich, die in verschiedenen deutschen Staaten ebenso wie in anderen Ländern Europas, mit der Zeit eingerichtet wurden. Wenn sie auch vielfach mit Personal besetzt wurden, die neben dem Naturschutz andere Aufgaben hatten, wurden sie kontinuierlich ausgebaut und sind teilweise Vorläufer heutiger Behörden, so etwa die 1906 in Danzig eingerichtete Staatliche Stelle für Naturdenkmalpflege, die 1936 zur Reichsstelle für Naturschutz und 1952 zur Bundesanstalt für Naturschutz und Landschaftspflege wurde. 1993 wurde die Bundesanstalt zum Bundesamt für Naturschutz (BfN).
| 1883 | Gründung des Naturschutzvereins Plauen |
| 1899 | Lina Hähnle gründet in Stuttgart den Deutschen Bund für Vogelschutz, aus dem der heutige Naturschutzbund Deutschland (NABU) hervorging. |
| 1900 | Der Verein zum Schutz von Alpenpflanzen und -tieren wird gegründet. |
| 1900 | Der Baumfotograf Friedrich Stützer legt den Band Die größten, ältesten oder sonst merkwürdigen Bäume Bayerns in Wort und Bild vor. |
| 1900 | Der Geologe Alfred Jentzsch legt ein Inventar der Naturdenkmale für die Provinz Ostpreußen vor, zu denen er Bäume, Sträucher und erratische Blöcke zählt. |
| 1900 | Der Biologe Hugo Conwentz legt ein Inventar der Naturdenkmale für die Provinz Westpreußen vor. |
| 1902 | In Preußen wird das erste Landschaftsschutzgesetz erlassen, mit dem unter anderem die Aufstellung von Reklametafeln in der freien Landschaft verboten wird. Substanzielle Naturschutzvorgaben enthält das Gesetz nicht. |
| 1904 | Auf Betreiben von Ernst Rudorff wird der Bund Heimatschutz gegründet. Der Verein sinnt nicht nur darauf, althergebrachte Sitten und Gebräuche zu bewahren, sondern auch die Landschaft. Rudorff schreibt dazu: „Heide und Anger, Moor und Wiese, Busch und Hecke verschwinden, wo irgend ihr Vorhandensein mit einem sogenannten rationellen Nutzungsprinzip in Widerstreit gerät“. |
| 1904 | Hugo Conwentz legt dem zuständigen preußischen Ministerium eine Denkschrift mit dem Titel Die Gefährdung der Naturdenkmäler und Vorschläge zu ihrer Erhaltung vor, die zu einem Meilenstein auf dem Weg des Naturschutzes als Staatsaufgabe wird. |
| 1905 | In Holland wird die Vereeniging tot Behoud van Natuurmonumenten in Nederland gegründet. |
| 1906 | Gründung der Kommission für die Erhaltung von Naturdenkmälern und prähistorischen Stätten in der Schweiz. |
| 1906 | In Frankreich wird ein Gesetz zum Schutz der monuments de la nature erlassen. |
| 1906 | Gründung der Schweizer Naturschutzkommission (SNK) durch die Schweizerische Naturforschende Gesellschaft. |
| 1906 | Die Staatliche Stelle für Naturdenkmalpflege in Preußen nimmt ihre Arbeit auf, ab 1911 mit Sitz in Berlin. Sie hat zur Aufgabe, zu dokumentieren, zu forschen und zu beraten. Ihr erster Direktor ist Hugo Conwentz (bis 1922). Ab 1907 baut er ein Netzwerk aus ehrenamtlichen Mitarbeitern auf, die in Provinzial-, Bezirks- und Kreis-Komitees tätig sind.                       |
| 1906 | In Bayern wird ein Landesausschuß für Naturpflege eingesetzt. |
| 1907 | Im Zivilgesetzbuch der Schweiz wird ein Passus aufgenommen, nach der zum Schutz von Naturdenkmälern Enteignungen möglich sind. |
| 1907 | Aufgrund einer Forderung der Genfer Société de physique et d'histoire naturelle an den Bundesrat, Schutzgebiete in den Alpen auszuweisen, wird das Naturreservat Unterengadin mit einer Größe von 172 km² eingerichtet. |
| 1907 | Mit dem NSG „Urwald Sababurg“ wird eines der ersten Waldschutzgebiete Deutschlands eingerichtet. |
| 1909 | Schweden erlässt zwei Gesetze zum Naturschutz: ein Naturdenkmal- und ein Nationalparkgesetz. |
| 1909 | Die Schweizerische Naturforschende Gesellschaft schließt den ersten Pachtvertrag mit der Gemeinde Zernez ab, mit dem Ziel, das Val Cluozza unter Schutz zu stellen. |
| 1909 | Gründung des Schweizerischen Bundes für Naturschutz (SBN), der 1997 in Pro Natura umbenannt wird. |
| 1909 | Der Gouverneur von Deutsch-Südwestafrika stellt die Etosha-Pfanne sowie zwei weitere Gebiete unter Naturschutz. Das Etosha-Gebiet wird zum Etosha-Nationalpark erklärt. |
| 1909 | In München wird der Verein Naturschutzpark e. V. gegründet. Er hat sich zum Ziel gesetzt, „ursprüngliche und eindrucksvolle Landschaften mit ihren naturgegebenen Tier- und Pflanzengemeinschaften als Naturschutzpark vor der Zivilisation“ zu verteidigen. |
| 1910 | Die Zoologisch-Botanische Gesellschaft in Wien errichtet Naturschutzreservate und gründet eine eigene Naturschutzkommission. |
| 1910 | In Deutschland wird der erste Vogelschutztag veranstaltet. |
| 1910 | Der Verein Naturpark e. V. gründet den Naturschutzpark Lüneburger Heide, der 1921 als Naturschutzgebiet ausgewiesen wird. Dieser Verein erwirbt auch in den österreichischen Hohen Tauern Gebiete um hier später einen großräumigen Naturpark bzw. Naturschutzgebiet zu schaffen.                                                                                                   |

## Vom Naturdenkmal zur Landschaftspflege – Zeit der Naturreservate
Um die Wende vom 19. zum 20. Jahrhundert kam immer mehr die Forderung auf, Naturschutz nicht auf kleinere Flächen zu beschränken oder sich nur um den Schutz einzelner Artengruppen, etwa den Vögeln zu widmen, sondern Landschaften ganzheitlich zu betrachten und zu schützen. Aufgrund dieser Überlegungen entstanden international zahlreiche Naturreservate, für die Konzepte entwickelt wurden, die letztendlich Vorläufer der modernen Landschaftspflege waren. Vielfach wurden die Bemühungen zur Ausweisung von Naturreservaten von Vereinen vorangebracht und unterstützt, die sich in dieser Zeit bildeten und von denen noch heute Nachfolgeorganisationen bestehen.
| 1909 | Schweden begründet als erstes europäisches Land 9 Nationalparks, darunter den Nationalpark Abisko |
| 1910 | Das Zehlaubruch in Ostpreußen wird als erstes großflächiges (25 km²) Moornaturschutzgebiet in Preußen eingerichtet. |
| 1911 | Hermann Löns polemisiert gegen den conventzionellen Naturschutz und ruft damit Forderungen nach einer umfassenden Landschaftspflege hervor. |
| 1912 | Adolf von Guttenberg gründet den Verein Naturschutzpark. Der Verein bildet die Keimzelle des Österreichischen Naturschutzbundes. |
| 1912 | Der Pflanzenschonbezirk Berchtesgadener Alpen, Vorläufer des heutigen Nationalparkes Berchtesgaden, wird eingerichtet. |
| 1913 | In Italien wird die Lega Nazionale per la Protezione dei monumenti naturali gegründet. |
| 1913 | Der Bund Naturschutz in Bayern entsteht. |
| 1913 | In Österreich erscheint die erste Ausgabe der Blätter für Naturkunde und Naturschutz, die von Günter Schlesinger herausgegeben wird. Da dieses Blatt später die Vereinszeitschrift des Österreichischen Naturschutzbundes wurde, wird 1913 als Gründungsjahr des Verbandes angenommen.                                                  |
| 1913 | In Bern tagt die 1. internationale Naturschutzkonferenz unter der Leitung von Paul Sarasin. Es nehmen Delegierte aus 18 Ländern teil. |
| 1914 | Die Schweizerische Naturforschende Gesellschaft (SNG) unter Vorsitz von Fritz Sarasin fordert, dass für Nationalparks, anders als in den USA, strenge Schutzvorschriften gelten und Erholungs- bzw. Vergnügungsfunktionen für das Publikum ausgeschlossen sein sollen.                                                                  |
| 1914 | Das Naturreservat Unterengadin wird zum ersten Nationalpark der Schweiz und der Alpen erklärt. |
| 1918 | Spanien gründet den Nationalpark Ordesa y Monte Perdido. |
| 1919 | In Artikel 150 der Weimarer Verfassung wird das Ziel verankert, dass „Denkmäler der … Natur sowie die Landschaft … den Schutz und die Pflege des Staates“ genießen. |
| 1920 | Im Preußischen Feld- und Forstpolizeigesetz wird die Möglichkeit geschaffen, Naturschutzgebiete auszuweisen. Auf dieser Grundlage wird 1921 im Neandertal bei Düsseldorf erstmals ein Gebiet geschützt. |
| 1922 | In Italien wird der Nationalpark Gran Paradiso gegründet. |
| 1922 | Das Siebengebirge wird Naturschutzgebiet. |
| 1922 | Walther Schoenichen übernimmt von Hugo Conwentz die Leitung der 1906 gegründeten Staatlichen Stelle für Naturdenkmalpflege in Preußen, die er bis 1935 innehatte. |
| 1923 | Der Urwald von Białowieża wird als erster Nationalpark Polens begründet. |
| 1924 | Niederösterreich erlässt das erste Landesnaturschutzgesetz und gleichzeitig das erste Landeshöhlenschutzgesetz Österreichs. Das Naturschutzgesetz dient als Vorbild für das deutsche Reichsnaturschutzgesetz von 1935. |
| 1924 | Die 1912 gegründete Organisation Verein Naturschutzpark wird zum Österreichischen Naturschutzbund umgebildet. |
| 1925 | Der erste Deutsche Naturschutztag in München will „über die volkstümliche Bedeutung des Naturschutzes“ aufklären. |
| 1925 | In der Schweiz wird das Bundesgesetz über die Jagd und den Vogelschutz erlassen. |
| 1927 | Einrichtung einer Berliner Stelle für Naturdenkmalpflege, aus der sich 1928 die Berliner Kommission für Naturdenkmalpflege unter der Geschäftsführung von Max Hilzheimer als erstem Berliner Naturschutzkommissar bildet. Beteiligt sind Vertreter der städtischen Körperschaften und der am Naturschutz interessierten Organisationen. |
| 1928 | In Brüssel öffnet das Internationale Büro für Naturschutz (Office international de documentation et de corrélation pour la protection de la Nature), Vorläufer der Weltnaturschutz-Union (IUCN). |

## 1933 bis 1945
Bezüglich Deutschland siehe auch → Naturschutz im Nationalsozialismus
Die Nationalsozialisten setzten nach 1933 auch den Naturschutz für ihre ideologischen Ziele ein. Hierzu wurden unter anderem die Naturschutzverbände gleichgeschaltet und der Naturschutzgedanke mit dem rassistischen Heimat-Begriff sowie der Blut-und-Boden-Ideologie verknüpft. Naturschutz, Landschaftspflege und -planung bekamen schließlich im Rahmen des Generalplan Ost Aufgaben im Zusammenhang mit der Eroberung und Besiedlung von Gebieten außerhalb des deutschen Reichs in Osteuropa zugewiesen.
| 1933 | Ernennung von Alwin Seifert zum Reichslandschaftsanwalt des Generalinspekteurs für das deutsche Straßenwesen. Seifert versucht unter anderem den Konflikt zwischen Natur und Technik durch Anpflanzungen am Straßenrand oder die Vermeidung gerader Trassen ästhetisch abzumildern. |
| 1933 | Der Bund für Vogelschutz und alle übrigen Vereine, die sich für den Vogelschutz einsetzen, werden im Reichsbund für Vogelschutz (RfV) gleichgeschaltet. |
| 1933 | Der Bund Heimatschutz wird gleichgeschaltet, nachdem sein früherer Vorsitzender Paul Schultze-Naumburg bereits 1932 für die NSDAP in den Reichstag eingezogen war. |
| 1933 | Benno Wolf, seit 1920 Justitiar in der staatlichen Stelle für Naturdenkmalpflege in Preußen, reicht sein Abschiedsgesuch ein, um seiner „Entfernung aus dem Staatsdienst“ nach dem Berufsbeamtengesetz zuvorzukommen. Von ihm stammt das preußische Feld- und Forstordnungsgesetz, das auch Kleines Naturschutzgesetz genannt wurde, und der Kommentar Das Recht der Naturdenkmalpflege in Preußen. Er war vorher Kollege von Walther Schoenichen und Hans Klose. Wolf starb 1943 im Konzentrationslager Theresienstadt. |
| 1934 | Bildung des Vereins Österreichischer Naturschutz, der sich 1935 Österreichische Gesellschaft für Naturschutz und Naturkunde und ab 1938 Donauländische Gesellschaft für Naturschutz und Naturkunde nannte. Ihr Vorsitzender ist Günter Schlesinger. |
| 1934 | Mit der Umbenennung des Bunds für Vogelschutz in Reichsbund für Vogelschutz (RfV) 1934 wird auch die Satzung nach den Leitlinien des Regimes umgestaltet, so dürfen nur noch „deutsche Staatsangehörige deutschen oder artverwandten Blutes“ Mitglied werden. |
| 1934 | Das nationalsozialistische Landwirtschaftsministerium entwickelt das Konzept der sogenannten Erzeugungsschlacht zur Erhöhung der Nahrungsmittelproduktion im Rahmen der nationalsozialistischen Autarkiebestrebungen. Die sogenannten 10. Gebote der Erzeugungsschlacht bedeuteten starke Beeinträchtigungen für den Naturschutz infolge der Intensivierung der Landwirtschaft beispielsweise durch erhöhte Düngung, Melioration, Umwandlung von sogenanntem Ödland in Nutzland, Moorkolonisierungen und Flurbereinigungen. |
| 1935 | Das Reichsnaturschutzgesetz (RNG) vom 26. Juni 1935 tritt in Kraft. Es wurde schon in der Zeit vor 1933 vorbereitet, unter anderem von Benno Wolf. Das RNG bildet die Grundlage für alle späteren Naturschutzgesetze in Deutschland. Mit dem Gesetz wird der punktuelle Naturschutz um die Landschaftspflege erweitert. Der Gesetzestext ist, abgesehen von der Ausrichtung der Präambel, vergleichsweise wenig ideologisch. So erhielten die amtlichen Naturschützer de jure Mitspracherechte bei Planungen, die jedoch in der Realität vielfach keinerlei Folgen hatten. Da wirtschaftliche und militärische Ziele Vorrang hatten, fallen etwa dem Urbarmachen so genannter Ödland-Flächen durch den Reichsarbeitsdienst zahllose Moore und Heiden zum Opfer. |
| 1935 | Dem Berliner Naturschutzkommissar Max Hilzheimer wird wegen seiner jüdischen Herkunft seine deutsche Staatsbürgerschaft aberkannt. 1936 wird er aus allen Ämter und Ehrenämtern verdrängt. |
| 1935 | Hans Klose wird in das Reichsforstamt berufen, dort ist er maßgeblich an der Ausarbeitung des Reichsnaturschutzgesetzes und seiner Durchführungsbestimmungen beteiligt war. Trotz dieser Umstände bezeichnete Hans Klose 1948 die Jahre 1936 bis 1939 als die „hohe Zeit“ des Naturschutzes. |
| 1936 | Grundsteinlegung für das Seebad Prora auf Rügen für den organisierten Massentourismus Kraft durch Freude. Mit der Anlage wird eine hochsensible Naturlandschaft zerstört. |
| 1936 | Die zum Reichsforstministerium gehörende Reichsstelle für Naturschutz wird eingerichtet. Erster Leiter wird bis 1938 Walther Schoenichen. |
| 1936 | Die schweizerische Bundesregierung beruft die Eidgenössische Natur- und Heimatschutzkommission als Konsultativorgan. |
| 1937 | Konrad Glasewald fordert Hilfsprogramme zum Schutz von Seevogelkolonien. |
| 1938 | Hans Klose wird Leiter der Reichsstelle für Naturschutz (bis 1945). In der praktischen Naturschutzarbeit war er wenig erfolgreich, da der eigentliche Gedanke des Naturschutzes wegen des Krieges und infolge ideologischer Umorientierung zur Landschaftspflege keine wesentliche Bedeutung mehr hatte. |
| 1938 | Hans Schwenkel wird als Leiter des Referats Landschaftspflege beim Reichsforstamt als Oberste Naturschutzbehörde nach Berlin berufen. Er fordert unter anderem die Beteiligung bei den Maßnahmen zur Steigerung der Erzeugung, der Güterzusammenlegung, des Maschineneinsatzes, der Melioration oder der Ödlandkultivierung. Er schreibt in diesem Jahr etwa zu den Flurbereinigungen, dass Güterzusammenlegungen nicht zu umgehen seien: „Es ist wohl die vordringlichste Aufgabe des Naturschutzes, sich hier mit Entschiedenheit einzuschalten, sich aber auch um Verständnis der unerläßlichen landwirtschaftlichen Forderungen zu bemühen.“ |
| 1939 | Zwangsauflösung des Österreichischen Naturschutzbundes. |
| 1939 | Im Reichsforstamt wird die Abteilung Naturschutz zur Abteilung für Landschaftspflege und Naturschutz erweitert. Diese wird aufgeteilt in die Gruppen Landschaftspflege I und Landschaftspflege II. Gruppe I ist zuständig für Landschaftsschutz und -gestaltung innerhalb des „Alt-Reichs“ und wird von Hans Schwenkel geleitet. Gruppe II ist zuständig für Landschaftsschutz und -gestaltung in den neuen Siedlungsgebieten und wird von Heinrich Wiepking-Jürgensmann geführt. |
| 1939 | Der Reichslandschaftsanwalt Alwin Seifert definiert die Aufgabe der Landschaftspflege wie folgt: „Wenn nun auch der Osten Heimat für Deutsche aus allen Gauen werden und wenn er ebenso blühen und schön werden soll wie das übrige Reich, so genügt es nicht, die Städte von den Folgen polnischer Wirtschaft zu befreien und saubere gefällige Dörfer zu bauen, dann muß auch die Landschaft wieder eingedeutscht werden.“ |
| 1940 | Heinrich Wiepking-Jürgensmann wird vom Reichskommissariat für die Festigung deutschen Volkstums beim Reichsführer SS als Sonderbeauftragter für Landschaftsgestaltung und Landschaftspflege berufen. Er entwirft unter anderem das Konzept der Wehrlandschaft, in der Bäume und Hecken so angelegt werden sollen, dass sie Sichtschutz gegen feindliche Flugzeuge bieten. Flüsse sollten eine Freund- und eine Feindseite haben. |

## Neubeginn mit altem Personal
In den westdeutschen Ländern arbeiteten die Naturschutzbehörden nach zeitweiliger „Beurlaubung“ einzelner Aktivisten wie Hans Schwenkel weitgehend mit dem Personal aus der Zeit des Nationalsozialismus weiter. Teilweise wurden die während des Nationalsozialismus mit den „besonderen Aufgaben“ im Osten betrauten Personen, wie Heinrich Wiepking oder Konrad Meyer, auf Lehrstühle der Universitäten berufen, wo sie die künftigen Natur- und Landschaftsschützer ausbilden sollten.
In der DDR änderten sich die politische Einbindung und Zielsetzung des Naturschutzes. Die einflussreichsten Planer wie Georg Pniower oder Reinhold Lingner waren politisch unbelastet und der SED gegenüber loyal. Weder eine ästhetische Überhöhung noch eine Betonung des völkisch-rassischen Aspekts spielten beim Aufbau eines sozialistischen Staates, mit dem eine gerechtere Gesellschaft verbunden werden sollte, eine Rolle. An der praktischen Arbeit der Landschaftsplanung änderte dies jedoch wenig. Die Aufgaben blieben die gleichen. Leitbild war weiterhin die Intensivierung der Landnutzung. Personell wurde dabei auf Fachkräfte aus der Zeit des Nationalsozialismus, auch auf Mitglieder der NSDAP, zurückgegriffen; vielfach stammten diese aus dem Umfeld Alwin Seiferts.
| 1946 | Der Wiederaufbau des Naturschutzes in den neu entstandenen Ländern wird, meist ohne Unterbrechung, von denselben Fachleuten wie bis 1945 geführt. Während sich Hans Klose für die zentrale Zuständigkeit eines künftigen Bundes für den Naturschutz einsetzt, weisen die Alliierten diese Aufgaben den Ländern zu. |
| 1946 | Die 1. Österreichische Naturschutzkonferenz nach Kriegsende, in Anwesenheit der Vertreter des amtlichen Naturschutzes, des Bundes und der Länder sowie des wissenschaftlichen Naturschutzes und der Naturschutzverbände, findet in Schladming statt. Hauptthemen der Beratungen sind u. a. ein einheitliches Bundesnaturschutzgesetz, die Organisation des privaten Naturschutzes und die Schaffung neuer Schutzgebiete. |
| 1946 | 42 Nationen schließen in Washington D. C. (USA) das Internationale Übereinkommen zur Regelung des Walfangs, um weltweit den Walfang zu regulieren. Der Vertrag tritt 1948 in Kraft. |
| 1947 | Heinrich Wiepking-Jürgensmann wird bis zu seiner Emeritierung 1958 als Ordinarius für Landespflege, Garten- und Landschaftsgestaltung an die TH Hannover berufen und hat in Westdeutschland großen Einfluss auf Naturschutz und Landschaftspflege. |
| 1947 | In Bad Honnef gründet sich die Schutzgemeinschaft Deutscher Wald; sie wehrt sich gegen den immensen Einschlag von Holz, das den Wäldern zum Heizen und als Reparation für die Siegermächte entnommen wird. |
| 1948 | Umbenennung der Österreichischen Gesellschaft für Naturkunde und Naturschutz in Österreichischer Naturschutzbund. |
| 1949 | Hans Schwenkel wird Leiter der Landesstelle für Naturschutz und Landschaftspflege Nordwürttemberg in Stuttgart. Er hat diese Stelle bis zu seiner Pensionierung inne. |

## Biologische Stationen und Neuordnung der Naturschutzverwaltung
In der Bundesrepublik Deutschland, ebenso wie in anderen europäischen Ländern, wird die Naturschutzverwaltung neu geordnet und den Bedürfnissen des Arten-, Natur- und Landschaftsschutzes angepasst. Vielfach werden Fachbehörden eingerichtet, aufgrund derer Expertisen die Verwaltungen ihre Gesetze und Verordnungen vorbereiten. Ein weiteres Merkmal dieser Zeit ist die Errichtung biologischer Stationen, die wissenschaftliche Grundlagen des Naturschutzes erarbeiten.
| 1949 | Henry Makowski leitet in der Vogelschutzstation Lüneburg das Kranichschutzprogramm ein, eines der ersten Unternehmen, das Artenschutz auf der Basis einer Analyse der Lebensräume versucht. |
| 1949 | Das Österreichische Institut für Naturschutz und Landespflege wird errichtet. |
| 1950 | William Vogt beklagt in seinem Buch Road to Survival das weltweite Schwinden fruchtbarer Böden. |
| 1950 | Der Deutsche Naturschutzring (DNR) wird als Dachverband der im Natur- und Umweltschutz tätigen Verbände in Deutschland von 15 Mitgliedsverbänden gegründet. |
| 1950 | Die Biologische Station Neusiedlersee wird auf private Initiative errichtet und 1956 vom Bundesland Burgenland übernommen. Die Station hat unter anderem die wissenschaftlichen Grundlagen des Naturschutzes am Neusiedler See zu erforschen. |
| 1951 | Der Bundesrat der BRD beschließt, zwei staatliche Stellen mit Aufgaben des Naturschutzes, die Zentralstelle für Naturschutz und Landschaftspflege in Egestorf ebenso wie die Zentralstelle für Vegetationskartierung des Reiches in Stolzenau „ersatzlos“ aufzulösen. Auf Initiative des Deutschen Naturschutzrings als Dach der Naturschutzverbände wird der Beschluss Ende 1952 aufgehoben. |
| 1952 | Der Österreichische Naturschutzbund setzt sich mit seiner Forderung durch, die Krimmler Wasserfälle zu erhalten, deren Wasser zur Erzeugung von elektrischem Strom abgeleitet werden sollte. |
| 1952 | In der deutschen Naturschutzverwaltung wird gefordert, dass der „engere“ Naturschutz nicht als museale Angelegenheit, sondern als wirtschaftliche Notwendigkeit zu verstehen sei, um eine „nachhaltige Fruchtbarkeit der Landschaft zu erhalten“ und Ertragssteigerungen zu erzielen. Danach „… ergibt sich also die zwingende Forderung, dass in unserer Kulturlandschaft ein Gerüst oder ein Mosaik solcher Urlandschaftsreste neben den übrigen landschaftlichen Reserven, wie es etwa die Feldgehölze, die Hecken und die natürlich gebliebenen Talböden sind, erhalten bleiben muss, wenn wir schwere wirtschaftliche Schäden vermeiden wollen.“ |
| 1953 | In Halle an der Saale wird das Institut für Landesforschung und Naturschutz gegründet, das die wissenschaftlichen Grundlagen des Naturschutzes in der DDR erarbeiten soll. |
| 1953 | In der BRD wird die Bundesanstalt für Naturschutz und Landschaftspflege mit Sitz in Bonn-Bad Godesberg errichtet. Sie ist zusammen mit der Bundesanstalt für Vegetationskartierung in Stolzenau dem Geschäftsbereich dem Bundesministerium für Ernährung, Landwirtschaft und Forsten unterstellt. Beide Institute sollen sich um wissenschaftliche Fachfragen des Naturschutzes kümmern und das Bundeslandwirtschaftsministerium in seiner Arbeit unterstützen. |
| 1954 | In der DDR wird das Gesetz zur Erhaltung und Pflege der Heimatlichen Natur – Naturschutzgesetz als Ersatz des bis dahin geltenden Reichsnaturschutzgesetzes verabschiedet. |
| 1956 | Der Hamburger Kaufmann Alfred Toepfer, Vorsitzender des Vereins Naturschutzpark, kündigt an, in der Bundesrepublik 25 Naturparke schaffen zu wollen. |
| 1958 | In der Schweiz wird mit der Aufstellung des Bundesinventar der Landschaften und Naturdenkmäler von nationaler Bedeutung begonnen, das laufend aktualisiert und 1967 abgeschlossen wird. |
| 1958 | In Österreich wird der Weltbund zur Rettung des Lebens, in der Folge als Weltbund zum Schutz des Lebens (WSL) international aktiv, gegründet. |
| 1959 | Der deutsche Naturschutztag 1959 trägt das Motto Ordnung der Landschaft – Ordnung des Raumes. Nicht die Änderung der Entwicklung der Industriegesellschaft, sondern Ordnung dieser Entwicklung durch Ordnung des Landschaftsraumes ist das Zauberwort. Das Zaubermittel heißt Raumordnung, deren zentraler Bestandteil die Landschaftsplanung bzw. Landespflege sein soll. |
| 1961 | In Zürich wird der World Wildlife Fund (WWF), heute World Wide Fund for Nature, begründet. |
| 1962 | In einer Volksabstimmung wird in der Schweiz eine Ergänzung der Bundesverfassung um einen Artikel über den Natur- und Heimatschutz angenommen, der vorsieht, dass die Kantone für den Natur- und Heimatschutz zuständig sind. Mit diesem Artikel erhalten biologisch-ökologische Argumente gegenüber ästhetischen Gesichtspunkten mehr Gewicht. In der Folge werden in den meisten Kantonen Naturschutzbehörden geschaffen. |
| 1962 | Rachel Carsons Buch Silent Spring erscheint und gibt dem Naturschutzgedanken neue Argumente. |
| 1962 | In der BRD werden die Bundesanstalt für Naturschutz und Landschaftspflege und die Bundesanstalt für Vegetationskartierung zur Bundesanstalt für Vegetationskunde, Naturschutz und Landschaftspflege (BAVNL) mit Sitz in Bad Godesberg verschmolzen. |
| 1966 | In der Schweiz wird das Bundesgesetz über Natur- und Heimatschutz beschlossen. |

## Internationaler Naturschutz
Aus der Erkenntnis, dass die Natur und deren Schutz nicht an staatlichen Grenzen Halt macht, traten ab etwa 1960 internationale Organisationen in Aktion, um internationale Schutzziele zu formulieren. Bemerkenswert sind dabei Forschungsprogramme wie das UNESCO-Programm Der Mensch und die Biosphäre ebenso wie zahlreiche internationale Artenschutzabkommen.
| 1967 | Der Europarat richtet Naturopa, ein Informations- und Dokumentationszentrum für Naturschutz, als eines seiner Organe ein. Naturopa gibt eine gleichnamige Zeitschrift als Informationsmedium für die Anliegen des Naturschutzes in Europa heraus, in der im Laufe der Jahre auch Themen zu Landschaftspflege und Kulturarbeit einen immer breiteren Raum einnahmen. |
| 1970 | Das UNESCO-Programm Der Mensch und die Biosphäre (Man and the Biosphere) soll Schutz und Nutzen der Natur vereinen. |
| 1970 | In der DDR löst das Gesetz über die planmäßige Gestaltung der sozialistischen Landeskultur in der DDR im Verbund mit einer Naturschutzverordnung das Gesetz zur Pflege und Erhaltung der heimatlichen Natur von 1954 ab. |
| 1970 | Erstes Europäisches Naturschutzjahr |
| 1970 | Mit dem Nationalpark Bayerischer Wald entsteht der erste deutsche Nationalpark. |
| 1971 | In der Schweiz wird das Bundesamt für Umweltschutz (seit 2006 Bundesamt für Umwelt) geschaffen. |
| 1971 | Mit der internationalen Ramsar-Konvention wird erstmals ein Vertrag unterzeichnet, der den weltweiten Schutz und nachhaltige Nutzung von Feuchtgebieten fördern soll. Der Vertrag tritt 1975 in Kraft. |
| 1972 | Die Konferenz der Vereinten Nationen über die Umwelt des Menschen in Stockholm behandelt erstmals globale Umweltprobleme. Die UN etabliert das Umweltprogramm der Vereinten Nationen (UNEP – United Nations Environment Programme). |
| 1972 | Der Club of Rome veröffentlicht Die Grenzen des Wachstums und erregt großes öffentliches Interesse am Naturschutz. |
| 1973 | Die Europäische Föderation der Natur- und Nationalparke (EUROPARC Federation) entsteht. |
| 1973 | Das Washingtoner Artenschutzabkommen regelt den Handel mit gefährdeten Tierarten. |

## Artenschutz und Biotopkartierung
Aus der Erkenntnis, dass für den Schutz von Arten und ihrer Lebensräume ihr Vorkommen bekannt und benannt sein müssen, wurden Programme zur Erhebung derselben aufgelegt. Nach ersten Erhebungen in größerem Maßstab wurden Feinkartierungen vorgenommen, bei der die Verbreitung von Arten vielfach auf Rasterkarten eingetragen werden, die die Biotope auf Karten grundstücksscharf darstellen. Seit der Jahrhundertwende wurden und werden diese Daten und Flächen unter dem Einsatz Geographischer Informationssysteme digitalisiert und im Internet der Öffentlichkeit zugänglich gemacht.
| 1975 | Das Land Baden-Württemberg nimmt als erstes Bundesland der BRD ein Artenschutzprogramm in das Naturschutzgesetz auf und legt einen Inhaltsrahmen zu dessen Umsetzung fest. |
| 1975 | Der Bund für Umwelt und Naturschutz (BUND) wird gegründet. Er ist in allen Bundesländern außer in Bayern mit eigenen Landesverbänden vertreten und gilt als erster bundesweiter Naturschutzverband Deutschlands. In Bayern besteht nach wie vor der mit dem BUND kooperierende Bund Naturschutz in Bayern von 1913. |
| 1976 | Erlass des Bundesnaturschutzgesetzes (BNatSchG) in der BRD als Rahmengesetz. Während das Reichsnaturschutzgesetz stärker von einer „Achtung der Natur um ihrer selbst willen“ geprägt war, kommt das BNatSchG unter anderem in einem zentralen Punkt den Nutzern der Natur entgegen. In der Landwirtschaftsklausel wird davon ausgegangen, dass auch intensive Agrarwirtschaft dem Naturschutz diene. |
| 1977 | Für das Gebiet der BRD wird erstmals eine Rote Liste für Tiere und Pflanzen veröffentlicht. |
| 1977 | In Bayern wird erstmals in einem Bundesland der BRD eine systematische landesweite Biotopkartierung durchgeführt. Sie gliedert sich in vier Bereiche: die Flachlandkartierung außerhalb der Alpen und Städte, die Alpenbiotopkartierung und die Stadtbiotopkartierung. Zudem werden die Biotope erfasst, die auf Militärgelände liegen. |
| 1979 | Das Übereinkommen über die Erhaltung der europäischen wildlebenden Pflanzen und Tiere und ihrer natürlichen Lebensräume (Berner Konvention) wird ins Leben gerufen. Die Ziele der Konvention sind die Schaffung eines Mindestschutzes für die meisten freilebenden Pflanzen- und Tierarten und ihrer natürlichen Lebensräume sowie der Vollschutz für eine gewisse Anzahl besonders bedrohter Tier- und Pflanzenarten, vor allem der wandernden Tierarten. |
| 1979 | Der EWG-Rat erlässt die Richtlinien über die Erhaltung der wildlebenden Vogelarten. |
| 1985 | In der BRD nehmen die Schutzgebiete etwa ein Prozent der Fläche ein. |
| 1986 | Das deutsche Bundesministerium für Umwelt, Naturschutz und Reaktorsicherheit (BMU) wird gegründet. |
| 1987 | In der Schweiz wird in der Rothenturm-Initiative durch Volksentscheid ein allgemeiner Schutz von Mooren und Moorlandschaften verankert. |
| 1987 | In der BRD wird ein neues Bundesnaturschutzgesetz verkündet. Erstmals gibt es die Möglichkeit strafrechtlicher Ahndung von Verstößen gegen den Artenschutz. Außerdem enthält es einen abschließenden Katalog besonders geschützter Arten. |
| 1989 | In der DDR wird eine neue Durchführungsverordnung zum Landeskulturgesetz von 1970 mit dem Titel Schutz und Pflege der Pflanzen- und Tierwelt und der landschaftlichen Schönheiten erlassen. |
| 1990 | In den letzten Monaten der DDR weist die frei gewählte Volkskammer fünf großflächige Nationalparks, drei Naturparks und sechs Biosphärenreservate aus. Sie umfassen fast 3,7 Prozent der Fläche der früheren DDR. |
| 1991 | Das Abkommen zur Erhaltung der europäischen Fledermauspopulationen (UNEP/EUROBATS) wird unter der Schirmherrschaft von UNEP/CMS geschlossen. Das Sekretariat der Organisation hat seinen Sitz seit 1996 im UN-Sekretariat in Bonn. |
| 1992 | Die UN-Umweltkonferenz in Rio mündet u. a. in dem Übereinkommen über biologische Vielfalt. |
| 1992 | Gründung des Natura 2000-Netzwerks, das zum Ziel hat, ein zusammenhängendes Netzwerk besonderer Schutzgebiete in der Europäischen Union zu schaffen. |
| 1993 | In Deutschland entsteht durch die Zusammenlegung der Bundesforschungsanstalt für Naturschutz und Landschaftspflege (ehemals BRD) und den Einrichtungen des Naturschutzes der früheren DDR sowie weiterer früherer Stellen das Bundesamt für Naturschutz (BfN). |
| 1995 | Zweites Europäisches Naturschutzjahr |
| 1998 | Das deutsche Bundesnaturschutzgesetz wird novelliert. Neuerungen sind unter anderem Vorgaben zur Umsetzung des europäischen Schutzgebietssystems NATURA 2000 sowie zahlreiche Änderungen im Abschnitt Artenschutz. |
| 2000 | Durch die Wasserrahmenrichtlinie der EU wird Wasser zum schützenswerten Naturerbe erklärt. Die Richtlinie soll die Nutzung von Gewässern und Grundwasser regeln. |
| 2002 | Der Umweltgipfel 10 Jahre nach Rio in Johannesburg beschließt einen Aktionsplan, mit dem das Artensterben und der Schwund natürlicher Ressourcen gebremst werden soll. |
| 2002 | Das deutsche Bundesnaturschutzgesetz wird novelliert. Bedeutsam ist die Aufnahme von Bestimmungen zur nachhaltigen Sicherung standorttypischer Lebensräume und Lebensgemeinschaften, Tier- und Pflanzenarten und deren Populationen. Zudem wird die Vorgabe gemacht, dass mindestens zehn Prozent der Landesfläche zur Schaffung eines Biotopverbundes zur Verfügung gestellt werden soll, wobei ein zentrales Ziel darin liegen soll, die Kernflächen für national bedeutsame Lebensraumtypen sowie Tier- und Pflanzenarten und deren Populationen großflächig und rechtlich abgesichert zu schützen und miteinander zu verbinden. |
| 2006 | Aufgrund des internationalen Naturschutzrechts (FFH-Richtlinie, Vogelschutz-Richtlinie) und einschlägiger Gerichtsurteile des europäischen Gerichtshofs müssen in Deutschland bei Infrastrukturvorhaben spezielle artenschutzrechtliche Prüfungen (saP) als Fachbeiträge erstellt werden, um die Erfordernisse des Artenschutzrechts zu behandeln. |
| 2010 | Novellierung des deutschen Bundesnaturschutzgesetzes. Mit dem BNatSchG 2010 werden umfassende, unmittelbar geltende Vollregelungen geschaffen, die mit Inkrafttreten am 1. März 2010 das bisherige Rahmenrecht ersetzen. Da die Länder in bestimmten Bereichen ergänzende bzw. abweichende Regelungen treffen können (vgl. Art. 72 Abs. 3 GG), ist es weiterhin notwendig, diese Abweichungen in den jeweiligen Landesnaturschutzgesetzen zu regeln. Soweit das Bundesrecht abschließend regelt, ist bestehendes Landesnaturschutzrecht jedoch nichtig. In den meisten deutschen Bundesländern ist geplant, das Naturschutzrecht noch im Jahr 2010 an die veränderten verfassungsrechtlichen und bundesgesetzlichen Rahmenbedingungen anzupassen. Für die Übergangszeit werden von den obersten Naturschutzbehörden der Länder als Auslegungshilfe ministerielle Anwendungserlasse und Vollzugshinweise erarbeitet. |

## Ausstellungen zur Geschichte des Naturschutzes
- „Zwischen Haff, Heide, Harz und Helgoland 100 Jahre staatlicher Naturschutz“, Ostpreußisches Landesmuseum, Lüneburg, 1. Juli – 22. Oktober 2006
- „Natur- und Umweltschutz verbinden. Deutsch-Russische Umweltkooperationsprojekte im Kaliningrader Gebiet“ Ostpreußisches Landesmuseum, Lüneburg, 4. Juli – 25. Oktober 2009